# Ернесто Кабальєро
Ернесто Кабальєро (ісп. Hernesto Caballero, нар. 9 квітня 1991, Сан-Хуан-Баутіста) — парагвайський футболіст, півзахисник клубу «Лібертад» та національної збірної Парагваю. Відомий також за виступами в низці парагвайських клубів. Восьмиразовий чемпіон Парагваю.

## Клубна кар'єра
Ернесто Кабальєро дебютував у професійному футболі 2010 року виступами за команду «Фернандо де ла Мора», в якій грав до кінця 2015 року. У 2016 році футболіст грав у складі клубу «Хенераль Кабальєро». У 2017 році Кабальєро перейшов до складу клубу «Олімпія» (Асунсьйон), проте керівництво клубу відразу відправило футболіста в оренду до клубу «Хенераль Діас». Після повернення з оренди в 2018 році Кабальєро відразу ж став гравцем основного складу команди, та здобув у її складі 4 титули чемпіона Парагваю.
У 2021 році Кабальєро грав у складі клубу «Рівер Плейт» (Асунсьйон). З 2022 року футболіст грає у складі клубу «Лібертад». У складі «Лібертада» гравець здобув ще 4 титули чемпіона Парагваю.

## Виступи за збірну
У 2023 році Ернесто Кабальєро дебютував у складі національної збірної Парагваю. У складі збірної був учасником розіграшу Кубка Америки 2024 року у США. Станом на кінець жовтня 2024 року зіграв у складі національної збірної 6 матчів, у яких забитими м'ячами не відзначився.

## Титули і досягнення
- Чемпіон Парагваю (8):

«Олімпія» (Асунсьйон): Апертура 2018, Клаусура 2018, Апертура 2019, Клаусура 2019
«Лібертад»: Апертура 2022, Апертура 2023, Клаусура 2023, Апертура 2024
- Володар Кубка Парагваю (2):

«Лібертад»: 2023, 2024
- Володар Суперкубка Парагваю (1):

«Лібертад»: 2024